# Inkubus Sukkubus
Inkubus Sukkubus (z łac. incubus – "leżący na", succubus – "leżący pod"; zobacz też: inkub, sukkub) – brytyjski zespół muzyczny grający szeroko pojęty rock gotycki, rock alternatywny, rock i pop-rock. Grupę utworzyli w 1989 roku, w Cheltenham, Candia Ridley i Tony McKormack. Inkubus Sukkubus to religijny zespół neopogański, czerpiący inspiracje z magii, gotyku, pogańskich odniesień oraz mistycyzmu. Krytycy muzyczni wskazują w ich muzyce, wpływy takich zespołów jak The Sisters of Mercy i The Rolling Stones. Podkreślają również to, że zespół na przestrzeni lat odkrywał nowatorskie brzmienie, a także czerpał z ruchomych orkiestracji. W Polsce Inkubus Sukkubus jest znany m.in. dzięki audycjom Tomasza Beksińskiego.

## Historia

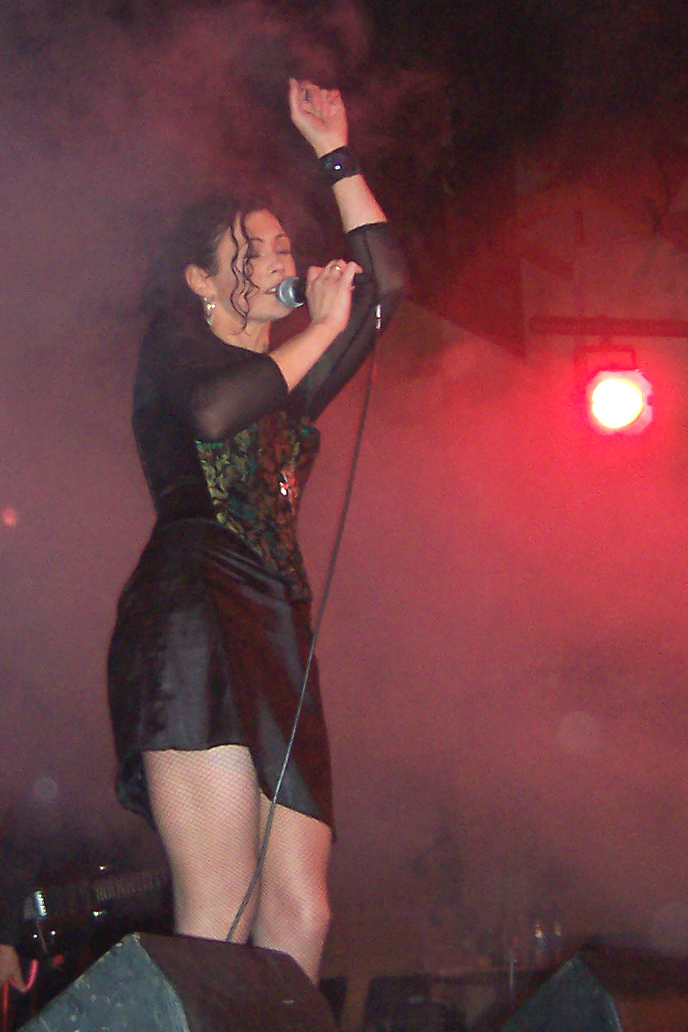
Candia Ridley

Inkubus Sukkubus to główny przedstawiciel brytyjskiego rocka gotyckiego lat dziewięćdziesiątych. Zespół powstał w 1988 roku jako 'Bela Knapp', ale szybko przekształcił się w pogański zespół 'Children of the Moon'. Pod taką nazwą wydał swoją pierwszą płytę, Beltaine, poprzedzoną singlem pod tym samym tytułem. Obecna nazwa funkcjonuje od 1991 roku, choć na początku (do 1995) zapisywano ją 'Incubus Succubus'.
W 1993 roku zespół podpisał kontrakt z wytwórnią Pagan Records, gdzie wydał płyty Belladona and Aconite oraz Wytches. W październiku 1995 przeniósł się do Ressurection Records, gdzie nagrywa do dziś. Wiosną tamtego roku muzycy powołując się na numerologię zmienili ostatecznie nazwę na Inkubus Sukkubus. Wtedy też zaczęli używać automatu perkusyjnego (czasem wraz z akompaniamentem bodhranu) zamiast zwykłego perkusisty, natomiast Adam Henderson wrócił do gry na basie.

## Skład

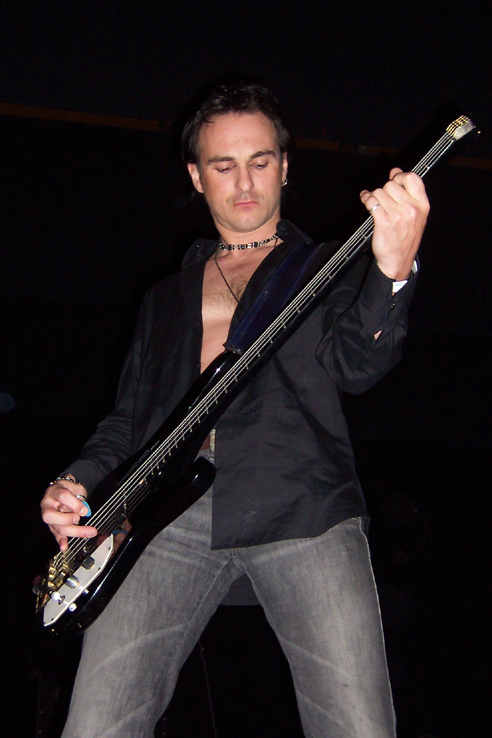
Adam Henderson

## Obecnie zespół tworzą
- Candia Ridley – wokalistka i autorka tekstów piosenek,
- Tony McKormack – gitarzysta, producent, autor tekstów piosenek, wokalista (utwór Atrocity),
- Roland Link – gitarzysta basowy.

Grupa używa automatu perkusyjnego.

### Dyskografia
- Beltaine (1992)
- Belladonna & Aconite (1993)
- Wytches (1994)
- Heartbeat of the Earth (1995)
- Beltaine (reedycja, 1996)
- Vampyre Erotica (1997)
- Away with the Faeries (1998)
- Wild (1999)
- Supernature (2001)
- The Beast with Two Backs (2003)
- Wytches and Vampyres (składanka najlepszych utworów, 2005)
- Witchqueen (mini-album, 2005)
- Science & Nature (2007)
- Viva la Muerte (2008)
- The Dark Goddess (2010)
- The Goat (2011)
- Queen of Heaven, Queen of Hell (2013)
- Love Poltergeist (2014)
- Mother Moon (2015)
- Barrow Wake: Tales of Witchcraft and Wonder, Volume One (2016)
- Wikka Woman (2016)
- Belas Knap: Tales of Witchcraft and Wonder, Volume Two (2017)
- Vampire Queen (2018)
- Sabrina – Goddess of the Severn: Tales of Witchcraft and Wonder, Volume Three (2018)
- Lilith Rising (2019)
- The Way Of The Witch (2021)